# 伊利因斯科耶农村居民点 (弗拉基米尔州)
伊利因斯科耶农村居民点（俄语：Ильинское сельское поселение）是俄罗斯联邦弗拉基米尔州科利丘吉诺区所属的一个农村居民点。其下辖有17个居民点，行政中心为布尔什维克。据2016年统计，该农村居民点的人口为1119人。